# Siphonogorgia agassizii
Siphonogorgia agassizii är en korallart som beskrevs av Elisabeth Deichmann 1936. Siphonogorgia agassizii ingår i släktet Siphonogorgia och familjen Nidaliidae. Inga underarter finns listade i Catalogue of Life.